# Kalmár Magda (pszichológus)
Kalmár Magda (Budapest, 1944. május 13. –) pszichológus, egyetemi tanár, az 
ELTE Pedagógiai és Pszichológiai Kar (ELTE-PPK) Pszichológiai Intézetében a Kognitív Fejlődéspszichológiai Intézeti Központban központvezető. Az ELTE Pszichológiai Doktori Iskola törzstagja.

## Kutatási területe
A fejlődés egyidejű és longitudinális összefüggésmintázatai a perinatális rizikó és a környezeti feltételek függvényében.

## Életútja
Felsőfokú tanulmányokat az ELTE Bölcsészettudományi Kar (ELTE-BTK) pszichológia szakán folytatott, pszichológus oklevelet szerzett (1967). Pályakezdő éveiben a Móra Ferenc Középiskolai Leánykollégium és Egészségügyi Szakközépiskolában dolgozott, mint kollégiumi nevelőtanár, pszichológia tanár és mint az OPI kutatási ösztöndíjasa (1967-1969). 1969-ben bekerült a Magyar Tudományos Akadémia Pszichológiai Intézetébe tudományos segédmunkatársi, majd munkatársi beosztásba.
1972 óta mind a mai napig az ELTE munkatársa tanári, kutatói, tudomány- és intézetszervezői beosztásokban. Bölcsészdoktori disszertációját Az élő természetről alkotott fogalmak fejlődési sajátosságai a felső tagozatba lépés időszakában címen és témakörben 1973-ban védte meg summa cum laude minősítéssel. 1983-ban speciális pedagógiai szakpszichológusi képesítést is szerzett. 1994-ben megvédett kandidátusi disszertációjával az MTA döntése nyomán mind a PhD, mind a nagydoktori fokozatot elérte a pszichológiai tudományok szakágban, melynek nyomán kinevezték egyetemi tanárnak. 2000-ben habilitált az ELTE-n. A PhD képzésbe kezdettől bekapcsolódott oktatóként és témavezetőként, ma már
három témavezetettje nyerte el a PhD fokozatot (2002; 2003; 2009); jelenleg (2011) további négy témavezetettje van a doktorandusz hallgatók körében.
Szervezőkészsége révén nagy mértékben hozzájárult az ELTE PPK változó körülményekhez, lehetőségekhez, feladatokhoz való alkalmazkodásához, kiváló szakmai és nyelvtudása (orosz, francia, angol) révén pedig a nemzetközi kapcsolatok ápolásához. 1987-től 2007-ig öt OTKA projektet vezetett, az elsőt 1987-1991 közt, a következőt 1991-1994 közt: A környezet intellektuális serkentő hatása biológiailag veszélyeztetett gyermekek értelmi fejlődésére; 1995-1998 közt Koraszülött gyermekek hosszú távú fejlődése: az előrejelzés és az intervenció lehetőségei; 1999-2002 között A koragyermekkori fejlődés egyidejű és longitudinális mintázatai: a koraszülöttség szerepe; 2003-2007 közt Az értelmi fejlődés és a viselkedésszervezés egyidejű és longitudinális összefüggésmintázatai a perinatális rizikó és a környezeti feltételek függvényében. Kutató munkatársként vett részt 1997-1998-ban a Gervai Judit vezette FKFP pályázatban, melynek témája: A kötődési viselkedés dezorganizációjának háttere: A szülői szorongás és trauma hatása a szülő-gyermek kapcsolatra.

## Nemzetközi kapcsolatok
Nemzetközi kapcsolatainak kezdete a British Council ösztöndíjához kötődik, amelynek keretében 1975. november és 1976. június között az Oxford-i Egyetem Kísérleti Pszichológiai Tanszékén kutatott. Külföldön is oktatott 1986 óta, International Society for the Study of Behavioral Development európai kutató-továbbképzési szemináriumán (Prága, 1986); Flinders University tanárképző intézete, Adelaide, South Australia (1988); a Wisconsin Egyetemen (Madison, USA) nyári kurzust tartott (1991); a Cambridge-i Egyetemen, a St John's College-ban (Egyesült Királyság) vendégtanárként működött (1994). Külföldi útjai során számos nemzetközi pszichológiai társaság és szakmai folyóirat munkájába bekapcsolódott, s mintegy hozta a kapcsolatokat az egyetemnek és a munkatársaknak.

## Tudományos munkái (válogatás)
- Kalmár Magda (1985) Adalékok a kreativitás és az intelligencia viszonyának problémájához : nagy óvodás gyerekek vizsgálatának tapasztalatai. In: Hunyady György (szerk.) Pszichológiai tanulmányok XVI. kötet. Budapest, Akadémiai Kiadó.
- Kalmár Magda (1993). Koraszülött és időre született gyerekek értelmi fejlődésének longitudinális összehasonlító vizsgálata. (Kandidátusi disszertáció.)
- Kalmár Magda (1996). The course of intellectual development in preterm and full-term children.: An 8-year longitudinal study. International Journal of Behavioral Development. 19:(3) pp. 491–516.
- Kalmár Magda, Estefán Varga M. (1997). Prematurely born children at school. Acta Physica Debrecina, pp. 155–164.
- Kalmár M, Boronkai J (2001). Az otthoni környezet minőségének szerepe koraszülött gyerekek hosszútávú értelmi fejlődésében. Magyar Pszichológiai Szemle, (3) pp. 387–410.
- A pszichológia szerepe a változó társadalomban. Magyar Pszichológiai Társaság XVII. Országos Tudományos Nagygyűlése. 2006. május 25-27., Budapest. Program és előadáskivonatok; fel. szerk. Kalmár Magda; Magyar Pszichológiai Társaság, Bp., 2006
- Kalmár Magda (2007). Az intelligencia alakulásának előrejelezhetősége és váratlan fordulatai : rizikómentesen született, valamint koraszülött gyerekek követésének tanulságai. Budapest, ELTE Eötvös K. pp. 103 ISBN 978-963-463-960-2
- Ribiczey N., KALMÁR M., Tóth I. (2010). Anyák és egyéves gyerekeik interakciója játék helyzetben – számít-e, hogy a csecsemő koraszülött volt? Pszichológia, 30:(1) pp. 43–58.
- Danis I, KALMÁR, M (2010). A fejlődés természete és modelljei, In: Danis, I., Farkas, M, Herczog, M., Szilvási, L., Danis I, Farkas M, Herczog M. (szerk.) A génektől a társadalomig: a kora gyermekkori fejlődés színterei. Budapest: Nemzeti Család- és Szociálpolitikai Intézet. pp. 74–122. (Könyvfejezet, szakkönyv része).

## Szerkesztőbizottsági tagságai (válogatás)
- Magyar Pszichológiai Szemle, 1991 óta (korábban 1981-1985);
- Alkalmazott Pszichológia, 2009 óta;
- European Journal of the Psychology of Education, 1983 óta;
- European Journal of Developmental Psychology, 2003 óta;
- Infant and Child Development, 1999-2004;
- Early Development and Parenting, 1991-1998;
- Ab Initio: An International Newsletter for Professionals Working with Infants and their Families (1989-1995).

## Tudományos tisztségei (válogatás)
- OTKA Pszichológiai Zsűri (1991-1995; 2002-2005)
- MTA Köztestület tagja (1997 óta)
- Fejlődéspediátriai Munkacsoport (1997 óta)
- A Nemzeti Család és Szociálpolitikai Intézet Tudományos Tanácsának tagja (2001 óta)
- ELTE PPK Tudományos Bizottságának tagja (2003 óta)

## Társasági tagság (válogatás)
- Magyar Pszichológiai Társaság (MPT) Fejlődéspszichológiai Szekciójának vezetője (1995-2005), (előzőleg titkára); az elnökség tagja (2003-2007)
- International Society for the Study of Behavioral Development (lSSBD), Executive Committee[3] tagja (1987-1994)
- European Society for Developmental Psychology, az Executive Committee tagja a társaság megalakulása, 1995 óta
- EFPA[4] Standing Committee on Scientific Affairs, az MPT delegáltja 2003 óta
- International Society for Music Education, a Research Commission tagja 1992-től 1998-ig
- International Yehudi Menuhin Foundation, a Scientific Committee tagja 1998-tól 2000-ig
- Pro Excellentia Alapítvány a Napközbeni Kisgyermekellátásért, kuratóriumi tag
- Dévény Anna Alapítvány a Mozgássérült Gyermekekért, felügyelő bizottsági tag

## Díjak, elismerések (válogatás)
- Felsőoktatási Tanulmányi Érdemérem (1969)
- A Művelődési Minisztérium elismerő oklevele tudományos diákkör vezetéséért (két ízben)
- Kiváló munkáért (1979)
- TIT Jubileumi emlékérem (1979)
- Széchenyi Professzori Ösztöndíj (2000-2003)
- Társasági Emlékérem (Magyar Pszichológiai Társaságtól, 2008)
- Pro Universitate, arany fokozat, ELTE (2010)